# غاتسبي العظيم (فلم 2013)
غاتسبي العظيم (بالإنجليزية: The Great Gatsby) هو فيلم درامي رومانسي مأخوذ عن رواية تحمل نفس الاسم للأديب الأمريكي فرنسيس سكوت فيتزجيرالد، والتي تدور حول حياة المليونير جاي غاتسبي وجاره نك كاراويه. الفيلم من إخراج وكتابة باز لورمان ومن بطولة ليوناردو دي كابريو وتوبي ماغواير. تم اختيار الفيلم من أجل افتتاح مهرجان كان السينمائي لعام 2013.

## القصة
تدور أحداث الفيلم حول المليونير الغامض جاي غاتسبي «ليوناردو دي كابريو» وجاره نك «توبي ماغواير» الشاب الطموح البسيط الذي نشأ وترعرع في غرب أمريكا، ثم أصطدم بحياة الرفاهية والفخامة التي يعيش فيها غاتسبي بعد أن انتقل إلى نيويورك ليبحث عن عمل هناك، حيث يروي نك قصة لقائه مع غاتسبي في فترة صخب العشرينات من القرن الماضي.فيلم واقعي

## الممثلون
- ليوناردو دي كابريو بدور جاي غاتسبي
- كاري موليجان بدور ديزي بوكانان
- جويل إجيرتون بدور توم بوكانان
- توبي ماغواير بدور نك
- أميتاب باتشان بدور ماير ولفشيام

## الإنتاج والتصوير
بدأ التصوير في 5 سبتمبر 2011 في سيدني بأستراليا  وكان من المقرر أن يصدر الفيلم في ديسمبر 2012، ولكن في 6 أغسطس 2012 تم تغيير تاريخ إصدار الفيلم ليكون في صيف 2013 بسبب الصراعات في الجدول الزمني للإنتاج. في سبتمبر 2012 تم تأكيد التاريخ الرسمي ليكون 10 مايو 2013.

## الاستقبال النقدي
تلقى الفيلم مراجعات متوسطة من معظم النقاد حيث حصل على نسبة 50% على موقع الطماطم الفاسدة بناء 232 مراجعة مع متوسط تقييم 10/5.8، ولكن كانت آراء المشاهدين مختلفة عن النقاد حيث لاقى الفيلم قبولاً واسعاً بينهم.

## نظر أيضا
- مهرجان كان السينمائي لعام 2013

## وصلات خارجية
- الموقع الرسمي
- مقالات تستعمل روابط فنية بلا صلة مع ويكي بيانات

لا توجد روابط لمواقع التواصل الاجتماعي.